# Germania Breslau
Maillots
Le Sport-Club Germania 1904 e.V. Breslau, plus couramment abrégé en Germania Breslau est un ancien club allemand de football fondé en 1904 puis disparu en 1945, et basé dans la ville Breslau dans la province de Basse-Silésie (aujourd'hui Wrocław dans la voïvodie de Basse-Silésie).
Le club joue ses matchs à domicile au Sportplatz Grüneiche.

## Histoire
Crée en 1904, il rejoint le Championnat de Breslau en 1905 et y participe avec trois autres clubs (le club finit 3e).
L'équipe passe plusieurs saisons dans le niveau régional supérieur dans le Südostdeutscher Fußball-Verband (SOFV) et s'est qualifiée pour les éliminatoires de la ligue allemande en 1910-11 et 1911-12.
Lors de ces deux saisons, le SC Germania se qualifie pour la finale de la ligue allemande. Une défaite 3-2 en 1911 contre l'Askania Forst (de) est annulée à la suite de protestations, mais l'équipe perd ensuite le match retour (3-0). Lors de la finale de la saison suivante, ils sont à nouveau battus 5-1 par l'ATV Liegnitz (de).
Après la Première Guerre mondiale, le club ne reprend pas immédiatement la compétition, mais fait son retour en 1920. Les années suivantes, le club termine dans la catégorie intermédiaire et est relégué en 1924. L'année suivante, le club termine septième de deuxième division. En 1928, le club est champion et à nouveau promu.
Après 1933, La fédération d'Allemagne du Sud-Est disparaît et cède sa place à une nouvelle compétition, la Gauliga Silésie, pour laquelle quatre équipes de Breslau se qualifient. Pour rivaliser avec les autres clubs, le club fusionne avec le SV Grüneiche 1924 et le SpVgg Friesen 1927 Breslau pour former le SpVgg Germania 04 Breslau. Cependant, la fusion est un échec car le club évite tout juste la relégation. Il est finalement relégué en 1936 puis promu en 1939 pour reprendre son ancien nom l'année suivante.
En 1941-42, le club se retire de la compétition puis forme un KSG (association de jeu pour des raisons de guerre) deux ans plus tard avec le SC Alemannia Breslau (de).
Après la fin de la Seconde Guerre mondiale, l'Allemagne doit céder la Silésie à la Pologne. Les Allemands sont expulsés et le nom de Breslau a été changé en Wrocław. Tous les clubs de football allemands de la région sont dissous. Le Sportplatz Grüneiche (situé sur l'emplacement actuel du Stadion Intakus, dans l'actuel quartier de Dąbie) tombe petit à petit à l'abandon.

## Palmarès
| Compétitions nationales |
| --- |
| - Championnat de Breslau (2) : - Champion : 1910-11 et 1911-12. - Championnat d'Allemagne du Sud-Est - Vice-champion : 1910-11 et 1911-12. |